# Устав Црне Горе из 1974.
Устав Социјалистичке Републике Црне Горе био је највиши правни акт Социјалистичке Републике Црне Горе. Усвојен је 25. фебруара 1974. године, на заједничкој сједници свих вијећа Скупштине Црне Горе, која је одржана у Подгорици. Чин проглашења обавио је Видоје Жарковић, тадашњи предсједник Скупштине Црне Горе. Ступањем на снагу овог устава престао је да важи Устав Социјалистичке Републике Црне Горе из 1963. године.
Доношење овог устава усљедило је непосредно након доношења новог Устава СФР Југославије, који је редефинисао односе у СФРЈ, након чега је дошло до усклађивања уставних аката федералних јединица са новим савезним уставом.

## Државни симболи
Устав је садржао посебне одредбе о државним симболима Црне Горе. Одредбе о грбу и застави су биле засноване на дотадашњим рјешењима, која су остала непромјењена, док је као новина уведен институт државне химне, али без ближег одређења, тако да је то питање остало отворено. У члану 6. прописан је изглед државног грба, док је у члану 7. прописан изглед државне заставе, која је описана ријечима: "Застава Социјалистичке Републике Црне Горе састоји се из три боје: црвене, плаве и бијеле, са црвеном петокраком звијездом у средини. Однос ширине и дужине заставе је један према два. Боје заставе су положене водоравно, и то овим редом одозго: црвена, плава, бијела. Свака боја заузима једну трећину ширине заставе".

## Национално питање
Већ у првом члану устава, Црна Гора је била дефинисана као држава црногорског народа, што је формулисано у другом ставу поменутог члана, који је гласио: Социјалистичка Република Црна Гора је држава црногорског народа и припадника других народа и народности Југославије који у њој живе. Равноправност свих народа и народности прописана је у трећем ставу истог члана, који је гласио: У Социјалистичкој Републици Црној Гори у свему су равноправни: Црногорци, Муслимани, Срби, Хрвати, Македонци, Словенци, Албанци и припадници других народности које у њој живе.

## Уставни амандмани
Након 1974. године, овај устав је допуњаван у више наврата, путем доношења уставних амандмана. Највеће промјене извршене су у раздобљу од 1989. до 1991. године, када је у Црној Гори је спроведена уставна реформа, која је започела 28. фебруара 1989. године, доношењем Амандмана XXIV-LXIII на Устав СР Црне Горе, а настављена је 31. јула 1990. године, доношењем Амандмана LXIV-LXXXIII на Устав СР Црне Горе. Уставним амандманима из 1989. и 1990. године означен је почетак корјените уставне реформе, а најзначајније промјене извршене су 2. августа 1991. године, доношењем Амандмана LXXXIV-CXV на Устав СР Црне Горе. Кључним амандманом LXXXIV извршена је промјена званичног државног назива, што је учињено изостављањем политички превазиђене "социјалистичке" одреднице, чиме је дотадашња Социјалистичка Република Црна Гора преименована у Републику Црну Гору, а истим амандманом је извршено и преименовање самог Устава СР Црне Горе у Устав Републике Црне Горе.
Након свих ових промјена, устав је остао на снази само до 12. октобра 1992. године, када је донет потпуно нови Устав Републике Црне Горе.